# Équipe du Kazakhstan de Fed Cup
Pour un article plus général, voir Fed Cup.
L'équipe du Kazakhstan de Fed Cup est l’équipe qui représente le Kazakhstan lors de la compétition de tennis féminin par équipe nationale appelée Fed Cup.
Elle est constituée d'une sélection des meilleures joueuses de tennis kazakhes du moment sous l’égide de la Fédération kazakhe de tennis.
Le Kazakhstan a disputé à deux reprises les Barrages du groupe mondial II, en 2013 puis en Fed Cup 2017. Auparavant et ce jusqu'en 1993, les joueuses kazakhes évoluaient sous l'égide de l'Union Soviétique.

## Résultats par année
- 1995 - 2012 : le Kazakhstan concourt dans les compétitions par zones géographiques.
- 2013 (3 tours, 8 équipes + groupe mondial II, play-offs I et II) : le Kazakhstan s'incline en play-offs II contre la France.
- 2014 - 2016 : le Kazakhstan concourt dans les compétitions par zones géographiques.

## Bilan de l'équipe
Résultats des confrontations entre le Kazakhstan et ses adversaires les plus fréquents (1 rencontre minimum dans les groupes mondiaux et barrages I et II).
| # | Adversaires | Rencontres | Victoires | Défaites | % victoires |
| - | ----------- | ---------- | --------- | -------- | ----------- |
| 1 | Canada      | 1          | 0         | 1        | 0 %         |
| 2 | France      | 1          | 0         | 1        | 0 %         |

## Bilan des joueuses les plus sélectionnées
Ce bilan est calculé sur la base des rencontres officielles des groupes mondiaux et barrages I et II. Les rencontres des tableaux dits de « consolation » et celles par « zones géographiques » ne sont pas prises en compte. Les joueuses comptant moins de 1 sélection ne sont pas reprises dans le tableau.
| # | Joueuses            | De   | à    | Sélections | Matchs | Victoires | Défaites | % victoires |
| - | ------------------- | ---- | ---- | ---------- | ------ | --------- | -------- | ----------- |
| 1 | Zarina Diyas        | 2009 | 2016 | 6          | 10     | 10        | 2        | 83,3 %      |
| 2 | Ksenia Pervak       | 2013 | 2013 | 2          | 4      | 3         | 1        | 75 %        |
| 3 | Galina Voskoboeva   | 2009 | 2017 | 9          | 29     | 25        | 14       | 64,1 %      |
| 4 | Sesil Karatantcheva | 2004 | 2017 | 9          | 24     | 19        | 13       | 59,4 %      |
| 5 | Yaroslava Shvedova  | 2009 | 2017 | 9          | 29     | 24        | 18       | 57,1 %      |
| 6 | Yulia Putintseva    | 2014 | 2017 | 4          | 11     | 7         | 6        | 53,8 %      |
| 7 | Kamila Kerimbayeva  | 2015 | 2017 | 2          | 5      | 2         | 3        | 40 %        |